# بک ماونتین (پنسیلوانیا)
بک ماونتین (به انگلیسی: Back Mountain) یک منطقهٔ مسکونی در ایالات متحده آمریکا است که در پنسیلوانیا قرار دارد. بک ماونتین ۳۳٬۵۵۱ نفر جمعیت دارد.